# Lotte Lehmann

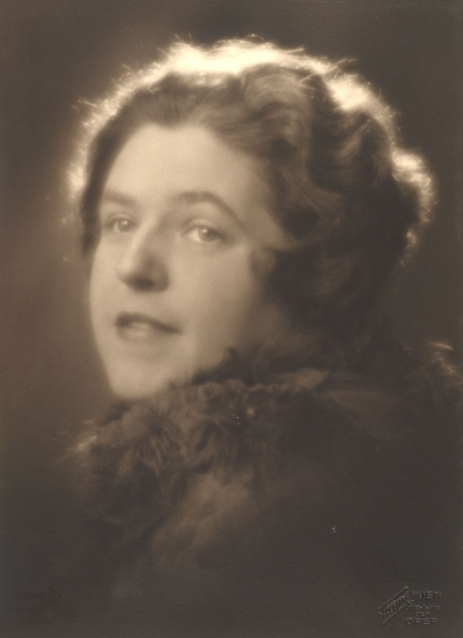
Lotte Lehmann, 1927

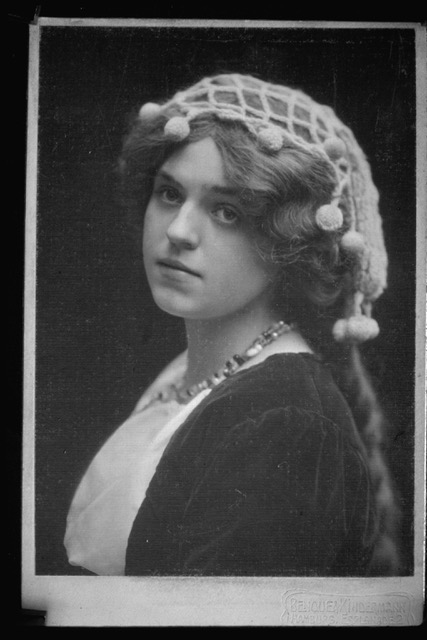
Lotte Lehmann als Micäela in Bizets Carmen, 1915

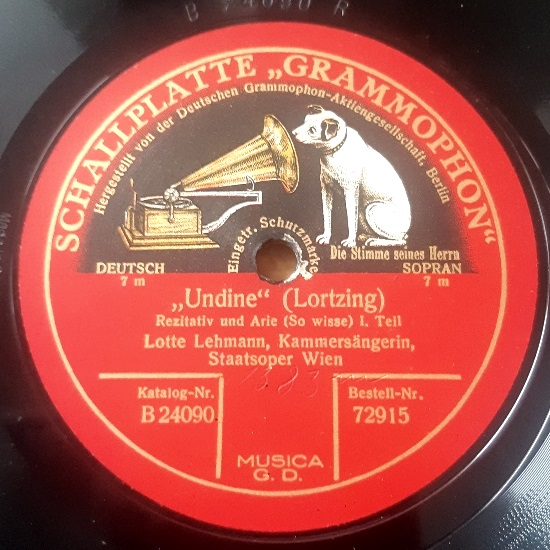
Schallplatte von Lotte Lehmann (Berlin 1919)

Charlotte „Lotte“ Lehmann (* 27. Februar 1888 in Perleberg, Kreis Westprignitz; † 26. August 1976 in Santa Barbara, Kalifornien) war eine deutschamerikanische Opernsängerin (Sopran). In den Opern von Richard Strauss, Wagner, Beethoven, Puccini, Mozart und Massenet hatte sie unvergessliche Auftritte. Die Marschallin in Der Rosenkavalier, Sieglinde in Die Walküre und die Titelrolle in Fidelio gelten als ihre größten Rollen. Während ihrer langen Karriere machte Lehmann auch fast fünfhundert Aufnahmen von Opern und Liedern. Sie gehörte neben Frida Leider, Elisabeth Schumann, Elisabeth Rethberg, Tiana Lemnitz, zu den herausragenden deutschen Sopranistinnen der ersten Hälfte des 20. Jahrhunderts und war auch als Liedersängerin, Lehrerin, Schriftstellerin und Malerin bekannt.

## Leben

### Jugend und Ausbildung
Lotte Lehmann wurde in Perleberg in der preußischen Provinz Brandenburg geboren und wuchs in dem Haushalt eines kleinen Beamten auf. Schon als Schülerin trat Lotte Lehmann in der Aula ihrer Schule auf. Ihr Vater stellte sich aber einen „ordentlichen“ Beruf für sie vor, er dachte vor allem an „Lehrerin“. Sie bewies Willensstärke und Zielstrebigkeit in ihrem Wunsch, Sängerin zu werden. In dem Gutsbesitzer Konrad Gans Edler Herr zu Putlitz aus dem nahen Groß Pankow, einem ausgewiesenen Freund der Musik und der Künste, fand die junge Lotte Lehmann einen wichtigen Förderer. Sie bestand die Aufnahmeprüfung an der Berliner Königlichen Hochschule für Musik mit der Arie Siébels aus Gounods Faust und der Arie „Jerusalem“ aus Mendelssohn Bartholdys Paulus, empfand aber die Methoden der Schule als ungeeignet.
Später wechselte sie auf die private Gesangsschule der Etelka Gerster. Sie lernte nicht bei Gerster selbst, sondern bei einem Studenten, der ebenfalls erfolglos blieb.

### Sängerin
Nach dem Studium bei Mathilde Mallinger in Berlin begann Lehmann ihre Bühnenlaufbahn als Sängerin im Herbst 1910 an der Hamburger Oper und debütierte als zweiter Knabe in der Zauberflöte. Sie blieb zunächst in kleineren Rollen, aber bereits in ihrem dritten Jahr in Hamburg sang Lehmann wichtige Rollen wie Agathe in Der Freischütz und Micaëla in Carmen. Ihr großer Durchbruch kam, als der Ausfall der Sopranistin, die für die Elsa in Lohengrin vorgesehen war, Lehmann ihren ersten anerkannten Erfolg bescherte. In dieser Rolle wurde sie von dem jungen Assistenzdirigenten an der Hamburger Oper, Otto Klemperer, betreut. In der Folge sang sie weitere größere Rollen wie Irene in Rienzi, Antonia in Les contes d'Hoffmann, Dorabella in Così fan tutte und Gutrune in Götterdämmerung. 1913 kam Hans Gregor, der Direktor der Wiener Hofoper, nach Hamburg, um einen Tenor zu hören, wurde aber auf Lehmann als Micäela aufmerksam und bot ihr einen Vertrag an.  Lehmann begann ihre Wiener Karriere mit einem Probeauftritt 1914 als Eva in Die Meistersinger von Nürnberg an der Wiener Hofoper – der späteren Wiener Staatsoper –, der sie 1916 beitrat und sich dort in der Zweitfassung der Ariadne auf Naxos auf Wunsch von Strauss und Schalk etablierte.
Während des langjährigen Engagements in Wien bis 1938 wuchs sie zur weltbekannten Wagner- und Strauss-Sängerin heran.
Zu ihren Puccini-Rollen an der Wiener Staatsoper gehörten die Titelrollen in Tosca, Manon Lescaut, Madama Butterfly, Suor Angelica, Turandot, Mimi in La bohème und Giorgetta in Il tabarro. In ihren 21 Jahren an der Oper sang Lehmann mehr als fünfzig verschiedene Rollen, darunter Marie/Marietta in Korngolds Die tote Stadt, die Titelrollen in La Juive von Fromental Halévy, Mignon von Ambroise Thomas und Manon von Jules Massenet, Charlotte in Werther, Marguerite im Faust, Tatiana in Eugen Onegin und Lisa in der Pique Dame.
Sie sang in Salzburg, Paris, London, Buenos Aires, Chicago, San Francisco und New York City. Da sie nach 1933 nicht der Forderung Hermann Görings folgte, sich als weltberühmte Sängerin in den NS-Kunstbetrieb einzureihen, wurden ihr Auftritte während der Zeit des Nationalsozialismus in Deutschland unmöglich gemacht. Monate vor dem Anschluss Österreichs an das Deutsche Reich emigrierte sie, wie viele andere Künstler, in die Vereinigten Staaten. Von 1934 bis 1945 wurde die Metropolitan Opera in New York der Mittelpunkt ihres Künstlerlebens.
Neben ihrer Operntätigkeit war Lehmann eine renommierte Liedersängerin, die im Laufe ihrer Karriere häufig Liederabende gab. In den 1930er Jahren nahm sie mit dem Pianisten Ernő Balogh Aufnahmen auf und tourte mit ihm. Beginnend mit ihrer ersten Konzerttournee nach Australien im Jahr 1937 arbeitete sie eng mit dem Begleiter Paul Ulanowsky zusammen. Er blieb bis zu ihrem Abschiedskonzert vierzehn Jahre später ihr Hauptbegleiter. Sie machte auch einen Abstecher in die Filmschauspielerei und spielte die Mutter von Danny Thomas in MGMs Big City (1948), in dem auch Robert Preston, George Murphy, Margaret O’Brien und Betty Garrett mitwirkten.
1951 verkündete sie während eines Konzerts in der New Yorker Town Hall das Ende ihrer Bühnenkarriere. Danach arbeitete sie als Gesangslehrerin zuerst in New York und später an der Music Academy of the West in Santa Barbara, Kalifornien, die sie 1947 mitbegründete. Sie gab auch Meisterkurse in der New Yorker Town Hall (für die Manhattan School of Music), in Chicago, London, Wien und anderen Städten. Zu ihren erfolgreichsten Schülern gehörten: Jeannine Altmeyer, Judith Beckmann, Grace Bumbry, William Cochran, Marilyn Horne, Mildred Miller, Norman Mittelman, Carol Neblett, William Olvis und Benita Valente.

### Privatleben
Im Jahr 1926 heiratete Lehmann Otto Krause, einen ehemaligen Offizier der österreichischen Armee. Sie hatten keine Kinder. Krause, der 1939 an Tuberkulose starb, hatte vier Kinder aus einer früheren Ehe. Lehmann heiratete nie wieder.
Nach Krauses Tod bis zu ihrem eigenen Tod 1976 lebte Lehmann gemeinsam mit Frances Holden (1899-1996), einer Psychologin, die sich auf die Erforschung des Genies, insbesondere von klassischen Musikern, spezialisiert hatte. Die beiden Frauen nannten ihr Haus in Santa Barbara „Orplid“, nach der in Hugo Wolfs Kunstlied Gesang Weylas beschriebenen Trauminsel.

### Tod

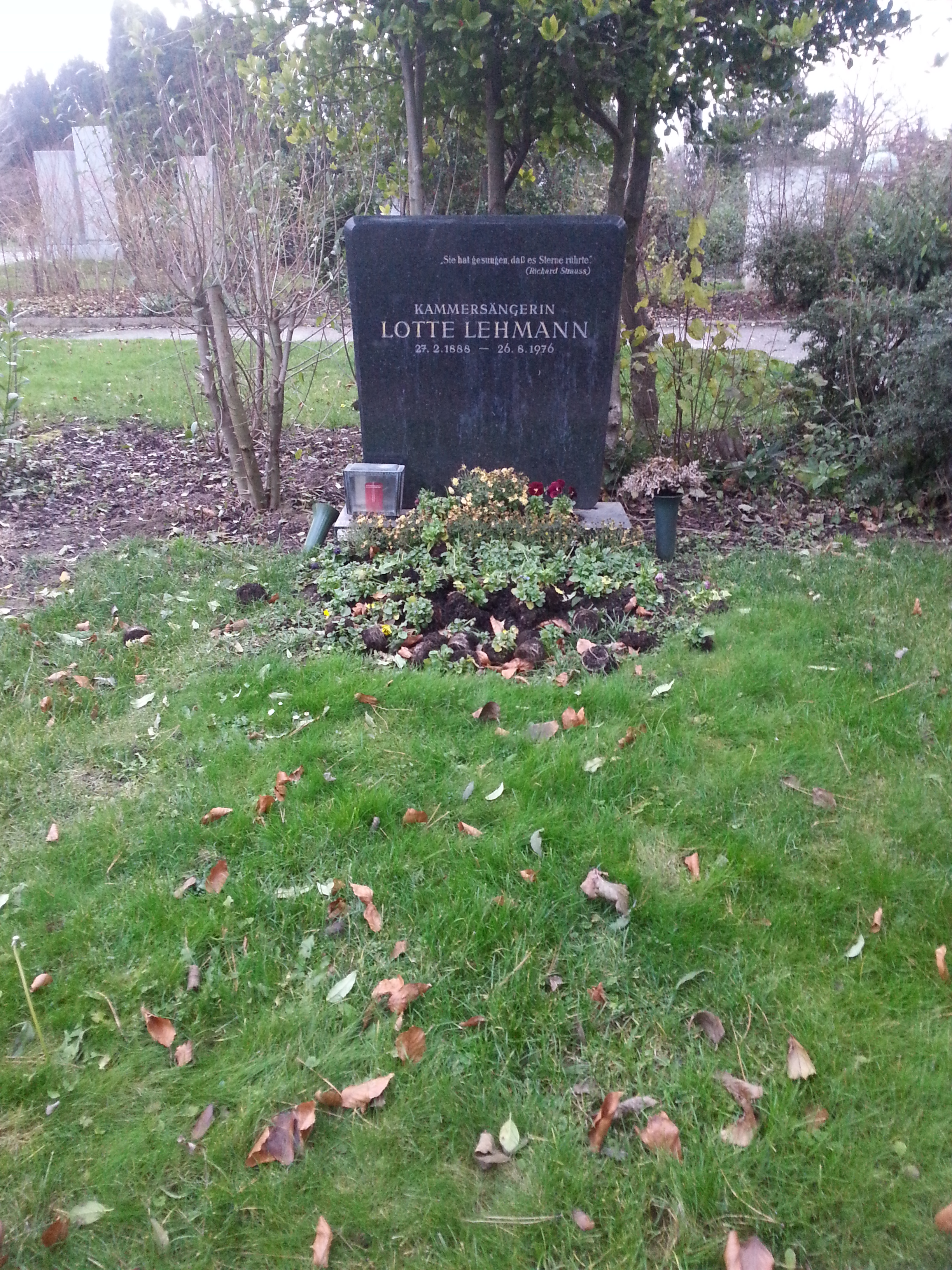
Grab von Lotte Lehmann auf dem Wiener Zentralfriedhof

Im August 1976 verstarb sie in Santa Barbara. Am 24. Februar 1977 wurde sie auf dem Wiener Zentralfriedhof (Gruppe 32 C, Nummer 49) in einem Ehrengrab der Stadt Wien beigesetzt. Damit ging ihr Wunsch in Erfüllung, in Wien ihre letzte Ruhestätte zu finden, wo sie die glücklichste Zeit ihres Lebens verbracht hatte. Auf ihrem Grabstein wurde ein Zitat des Komponisten Richard Strauss eingraviert: „Sie hat gesungen, daß es Sterne rührte.“
Leo Slezak beschrieb sie folgendermaßen:
„Sie besaß das Geheimnis, das einzige Geheimnis, das wir haben: Herz. Ein Ton, der aus dem Herzen kommt, geht dem Hörer zu Herzen, vielleicht weiß er nicht einmal, was eigentlich ihm solche Freude bereitet, was ihn so zufrieden und glücklich macht.“

## Auszeichnungen
- 1926: Österreichische Kammersängerin
- 1928: Ehrenmitglied der Wiener Staatsoper
- 1931: Mitglied der Ehrenlegion
- 1963: Ehrenring der Stadt Wien
- 1964: Großes Verdienstkreuz der Bundesrepublik Deutschland
- 1969: Silberne Mozart-Medaille der Stadt Salzburg[10]

## Ehrungen und Gedenken

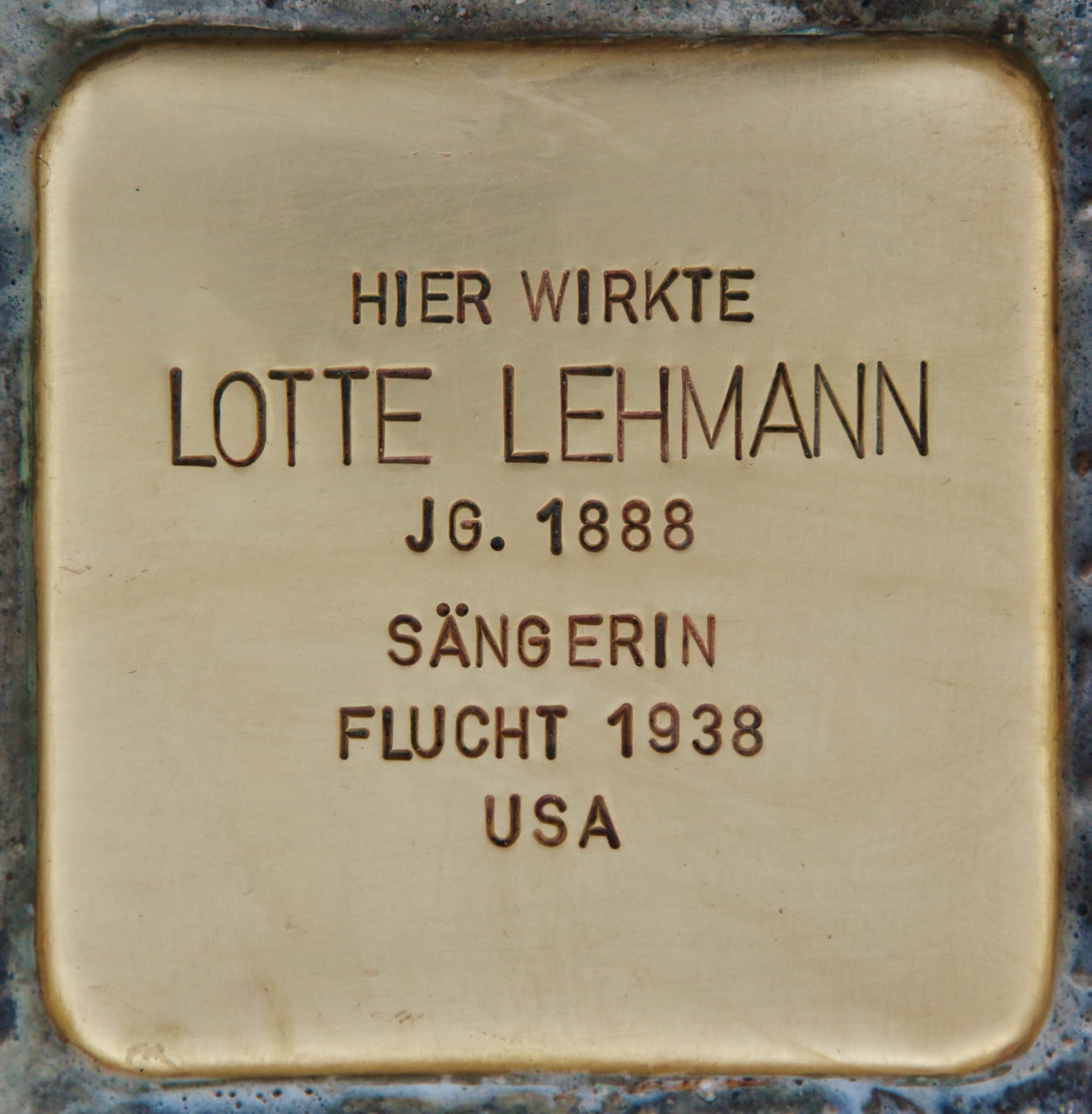
Stolperstein in Salzburg

- 1970 wurde in Salzburg-Aigen die Lotte-Lehmann-Promenade nach ihr benannt und 1996 in Wien-Donaustadt (22. Bezirk) der Lotte-Lehmann-Weg.
- Auf dem Hollywood Walk of Fame wurde ihr ein Stern vergeben, zu finden in Höhe 1735 Hollywood Blvd. Fälschlicherweise wird ihr Vorname dort „Lottie“ geschrieben.
- Seit 2009 veranstaltet die Lotte Lehmann Akademie in ihrer Geburtsstadt Perleberg verschiedene Sommerkurse für Sängerinnen und Sänger.[11]
- Am 17. August 2020 wurde durch den Künstler Gunter Demnig vor dem Haus für Mozart in Salzburg ein Stolperstein für Lotte Lehmann verlegt.

## Aufnahmen
Lotte Lehmann realisierte zahlreiche Schallplatten; die ersten erschienen bei Pathé (Berlin 1914), dann bei Grammophon (Berlin 1916–21), Odeon (Berlin 1924–33), Electrola (Wien 1933; Auszüge aus dem Rosenkavalier sowie 1935 der 1. Akt und Szenen aus dem 2. Akt der Walküre), Victor (New York 1935–40 und 1947–49) sowie Columbia (New York 1941–42).
- Great Recordings of the Century. EMI: CDH 7610422: Lotte Lehmann: Operatic Arias
- Great Opera Recordings. NAXOS: 8.110250-51: Die Walküre: Akte I & II
- Immortal Performances. NAXOS: 8.110034-36: Der Rosenkavalier (live 1939)
- Great Opera Recordings. NAXOS: 8.110191-92: Der Rosenkavalier (1933)
- Great Singers. NAXOS: 8.11244: Lotte Lehmann: Lieder Recordings, Vol. 3
- Masterworks Portrait. Sony Music: MPK 47682: Lotte Lehmann: Songs from Vienna
- Masterworks Portrait. CBS: MPK 44840: Lotte Lehmann/Bruno Walter: Schumann: Frauenliebe und -Leben, Dichterliebe

## Schriften
- Verse in Prosa. Hugo Heller-Bukum-A.G., Wien 1923.
- Orplid, mein Land. Roman. Reichner, Wien u. a. 1936
- Anfang und Aufstieg. Lebenserinnerungen. Reichner, Wien u. a. 1937
- More than Singing. The Interpretation of Songs. Boosey & Hawkes, London 1945.
- My Many Lives. Boose & Hawkes, New York 1948.
- Singing with Richard Strauss. Hamilton Books, London 1964.
- Midway in my Song. Autobiography. Greenwood Press, Westport, Conn. 1970. (Nachdruck der englischen Übersetzung von Anfang und Aufstieg.)
- Gedichte. 1969.
- Eighteen song cycles: studies in their interpretation. Cassell, London 1971.